# Веслево
Веслево — деревня в Переславском районе Ярославской области при речке Весле.
В деревне часовня, построенная по проекту архитектора В. Н. Ижикова.
Постоянное население на 1 января 2007 года 46 человек.

## История
Отсюда родом Дмитрий Прилуцкий, основатель Никольского монастыря (около 1350 года) и Спасо-Прилуцкого монастыря († 1392 г.), постриженник Горицкого монастыря.
Горицкий монастырь в 1562 году выменял Веслево у боярина Льва Андреевича Салтыкова-Морозова и владел им до секуляризации 1764 года. В 1609 году веслевские крестьяне наряду с другими монастырскими и помещичьими участвовали в войске Сапеги 28 июня на приступе к Троице-Сергиеву монастырю; десять человек из них тогда были убиты.